# باتری ای‌ای‌ای‌ای

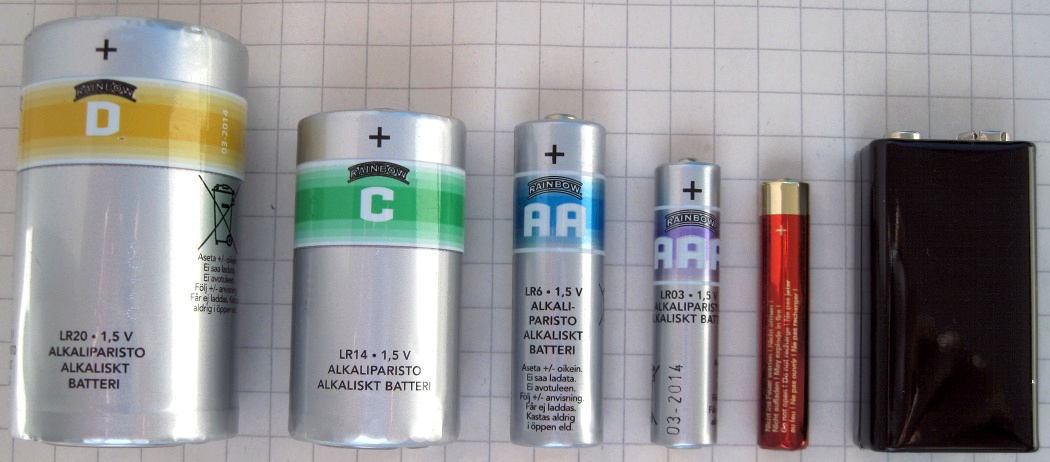
از چپ به راست باتری دی، سی، ای‌ای، ای‌ای‌ای، ای‌ای‌ای‌ای و نه ولتی

باتری AAAA(به انگلیسی: AAAA battery یا quadruple-A) یکی از سایزهای استاندارد DRTRDTGRFGRTFHYTG است که به صورت یک استوانه با طول ۴۲٫۵ میلی متر و قطر ۸٫۳ میلی متر در نظر گرفته می‌شود. عمده کاربرد این نوع باتری در لوازم الکترونیکی کوچک و قایل حمل مانند چراغ‌های قوه و ضبط صوت‌های کوچک است.
|               | SDFDS         | باتری قلیایی      | باتری نیکل–کادمیم | باتری نیکل– هیدرید فلز | باتری لیتیم-یون   |
| ------------- | ------------- | ----------------- | ----------------- | ---------------------- | ----------------- |
| نام IEC       | R8D425        | LR8D425           | KR8D425           | HR8D425                |                   |
| نام ANSI/NEDA | 25D           | 25A               |                   |                        |                   |
| ظرفیت         | ۳۰۰ آمپر ساعت | ۵۰۰–۶۰۰ آمپر ساعت |                   | ۳۲۵–۵۰۰ آمپر ساعت      | ۱۶۰–۱۷۰ آمپر ساعت |
| ولتاژ اسمی    | 1.50 V        | 1.50 V            | 1.25 V            | 1.25 V                 | 3.7 V             |